# 3273 Друкар
3273 Друка́р  (3273 Drukar) — астероїд головного поясу, відкритий 3 жовтня 1975 року.
Тіссеранів параметр щодо Юпітера — 3,097.